# Incoronazione di re Giorgio V e della regina Maria

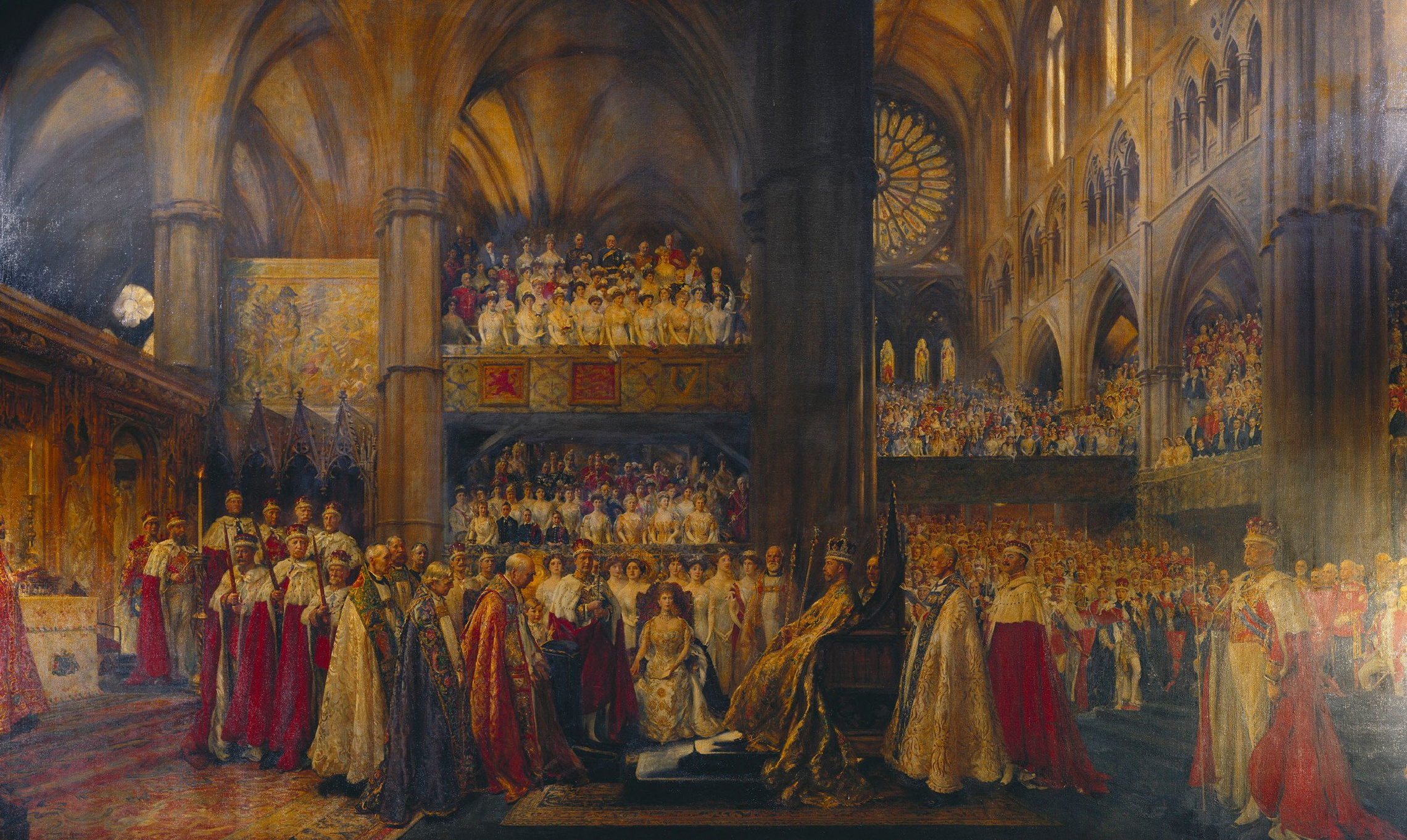
La cerimonia d'incoronazione di Giorgio V all'Abbazia di Westminster

L'incoronazione di Giorgio V e della regina Maria, come re e regina del Regno Unito e dei domini britannici, ebbe luogo nell'Abbazia di Westminster il 22 giugno 1911. Quest'incoronazione è stata la seconda delle quattro che si sono svolte nel XX° secolo (la terza quella di Giorgio VI, la quarta quella di Elisabetta II), a cui hanno partecipato numerosi rappresentanti reali dei grandi imperi europei continentali. Questa incoronazione rappresenta inoltre uno degli ultimi grandi, regali ed imponenti eventi della prima metà del XX secolo, nonché prima della Prima guerra mondiale.

## Antefatto

### L'ascesa al trono di Giorgio V

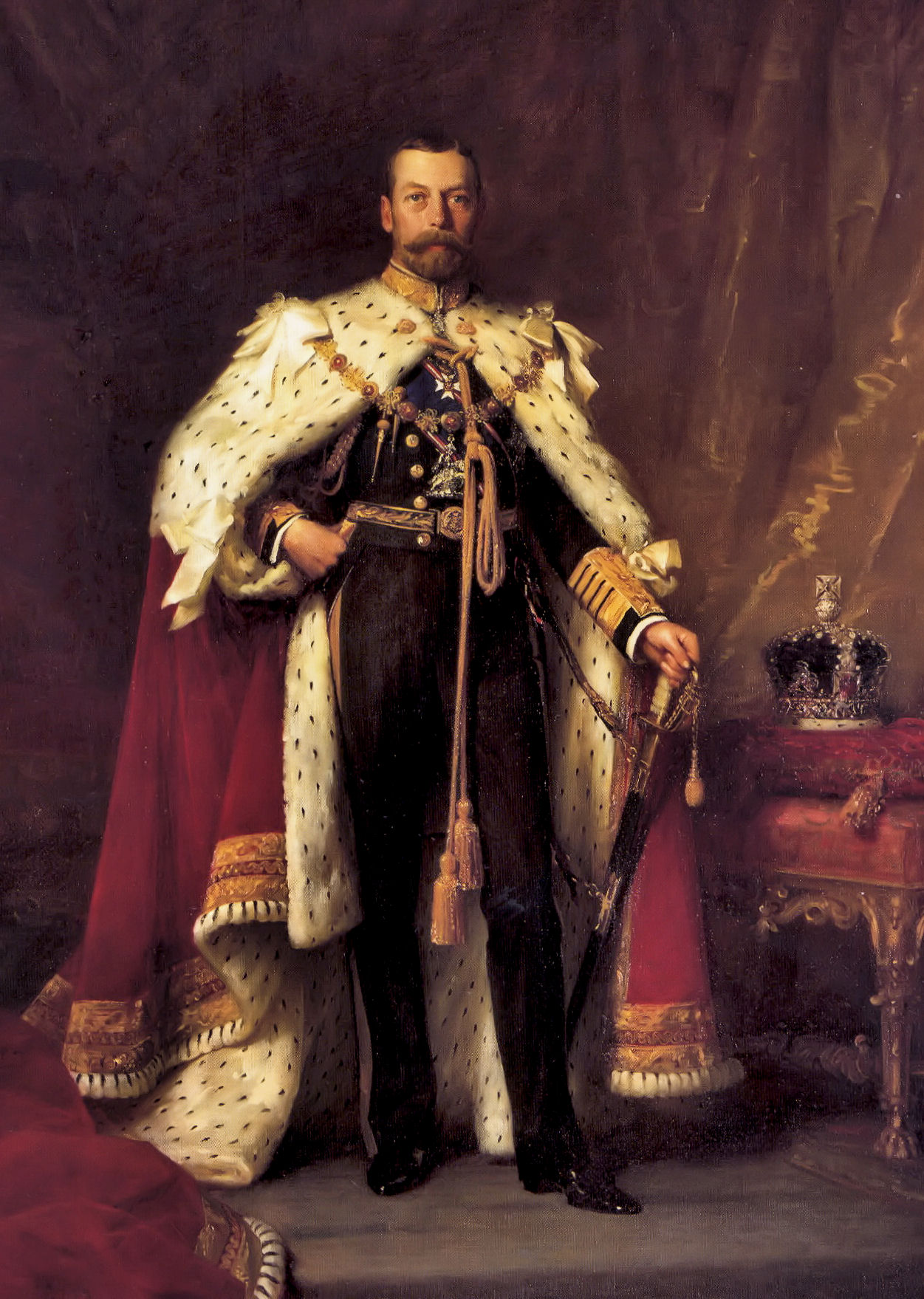
Dipinto di Luke Fildes raffigurante Giorgio V del Regno Unito nel 1911.

Il 6 maggio 1910 il re Edoardo VII, che regnava dal 1901 a seguito della morte della madre Vittoria del Regno Unito, morì, così che il principe di Galles gli successe come Giorgio V re di Gran Bretagna, Irlanda e dei domini britannici e imperatore d'India; il neo re annotò nel suo diario: "Ho perduto il mio migliore amico e ho perduto il padre migliore del mondo... Non ho mai avuto nulla da ridire con lui in tutta la mia vita. Il mio cuore è spezzato ma Dio mi aiuterà nelle mie responsabilità e la cara Mary sarà il mio conforto come è sempre stata. Possa Dio rafforzarmi e guidarmi nel pesante compito che mi è piombato addosso". Assieme a Giorgio, ascese al trono anche la consorte Maria di Teck, la quale aveva sposato Giorgio nel 1893, divenendo duchessa di York. Con l'ascesa di Giorgio al trono, il figlio Edoardo Alberto, futuro Edoardo VIII, divenne Principe di Galles, duca di Cornovaglia e di Rothesay, Conte di Chester e di Carrick.

## Pianificazione

### I preparativi
Il compito di occuparsi della pianificazione dell'incoronazione del sovrano britannico era teoricamente affidato al Conte Maresciallo, carica ereditaria che è stata detenuta dai duchi di Norfolk per diversi secoli, infatti sarà principalmente il duca di Norfolk ad organizzare nel 1937 l'incoronazione di Giorgio VI e nel 1953 quella di Elisabetta II, nipote di Giorgio V. Invece per quanto riguarda l'incoronazione di re Edoardo VII e della regina Alessandra nel 1902, il principale organizzatore fu il visconte Esher, in qualità di Segretario all'Ufficio dei lavori, una posizione che da allora era stata occupata da Sir Schomberg Kerr McDonnell. Tuttavia nel frattempo il Conte maresciallo Henry Fitzalan-Howard, 15º duca di Norfolk, aveva riaffermato il proprio antico diritto di organizzare i grandi eventi di stato, nonostante avesse un'antipatia personale per il cerimoniale e poca dimestichezza come organizzatore.
Lo stesso Giorgio V descrisse il duca di Norfolk come "un affascinante, onorevole e semplice piccolo gentiluomo, il migliore del mondo. Ma come uomo d'affari è assolutamente impossibile". Nonostante le obiezioni del College of Heralds e di Norfolk, fu raggiunto un compromesso su insistenza del primo ministro Herbert Henry Asquith, in base al quale Norfolk sarebbe stato "Presidente del Comitato Esecutivo dell'Incoronazione", anche se comunque il lavoro dettagliato sarebbe stato svolto dallo staff professionale dell'Office of Works piuttosto che dagli incaricati di Norfolk.

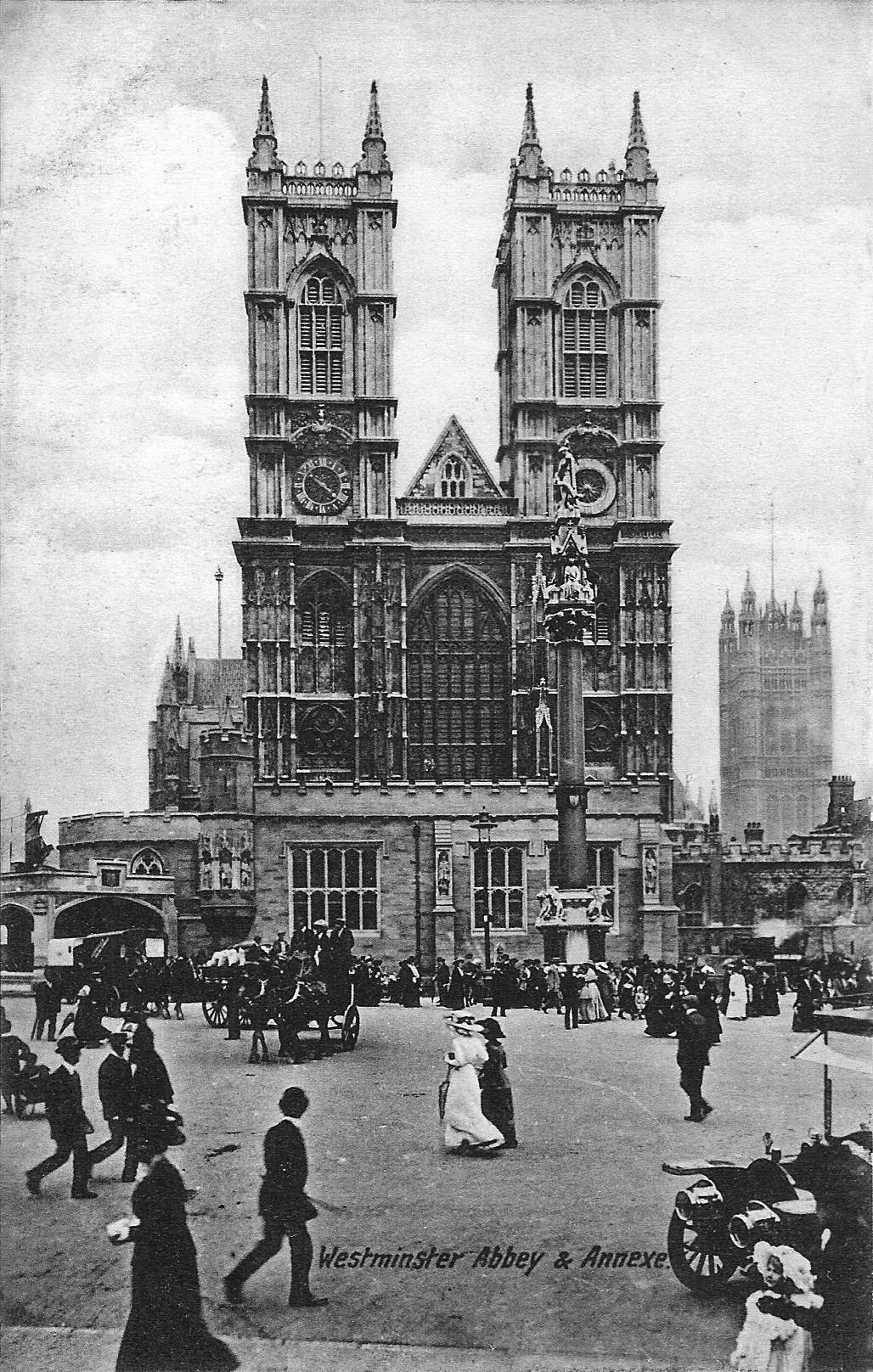
L'impalcatura in stile neogotico davanti all'Abbazia di Westminster.

### Infrastrutture
Come tutte le incoronazioni del sovrano inglese, la cerimonia si svolse nell'Abbazia di Westminster, mentre come per tutte le incoronazioni che si successero nel 1900, sul lato ovest dell'abbazia fu costruita un'impalcatura per consentire la formazioni delle processioni, prima del loro ingresso all'interno della chiesa. Questa impalcatura fu progettata dall'architetto Alfred Young Nutt in stile neogotico, abbinandolo così all'architettura dell'abbazia stessa, al cui interno furono costruite delle aree cerimoniali con palchi, tribune e spalti per ospitare i vari invitati e congregazioni. Lungo il percorso delle processioni furono erette più di 50 tribune da 250 a 3.500 spettatori ciascuna, fatte di legname, bulloni, chiodi e viti.

### L'abito della regina Maria
Per la sua incoronazione la regina Maria indossò un abito disegnato dalla casa di moda londinese "Reville e Rossiter" mentre a tracciare il modello e il ricamo sia sull'abito che sulla vestaglia, da Jessie Charlotte Robinson. L'abito fu realizzato in raso di seta, color crema, con sopra cuciti gli emblemi floreali e i simboli della Gran Bretagna e dell'Impero britannico, ovvero la rosa Tudor, il cardo scozzese, il trifoglio irlandese, il fiore di loto e la stella dell'India, foglie e ghiande di quercia inglese, tutti questi ricamati in filo d'oro dalla "Princess Louise Needlework School". Fu anche raffigurato un bordo di onde che rappresentava gli oceani che collegavano l'Impero, inoltre un taffetà di seta crema venne utilizzata anche per realizzare il corpetto interno dell'abito, che venne anche tagliato al collo con pizzo ad ago irlandese fatto a mano.

### Il "Festival dell'Impero"
Due mesi prima dell'incoronazione, il 12 maggio 1911, si aprì The Festival of the Empire (il Festival dell'Impero) nel Crystal Palace di Londra; questo evento consisteva in una grande esibizione della cultura imperiale britannica, che avrebbe dovuto celebrare l'imminente incoronazione dei sovrani Giorgio e Maria..

## Invitati
All'incoronazione di Giorgio e Maria parteciparono praticamente tutti i membri della famiglia reale britannica, fra i quali i figli, tranne Edoardo, Vittoria e Leopoldo, della regina Vittoria e i loro discendenti: i figli dei sovrani, il principe di Galles, il principe Alberto, la principessa Maria, i principi Enrico e Gioefio, la principessa Reale e il duca di Fife con le figlie Alessandra e Maud, la duchessa vedova di Edimburgo, i principi ereditari Maria e Ferdinando di Romania, Elena e Cristiano di Schleswig-Holstein con i figli Alberto, Elena Vittoria e Maria Luisa, la principessa Luisa e il duca di Argyll, il principe Arturo e la duchessa di Connaught e Strathearn assieme ai figli Patrizia, Arturo e Margherita col marito Gustavo Adolfo di Svezia, la duchessa di Albany, il Principe e la principessa di Teck, il duca e la duchessa di Sassonia-Coburgo-Gotha, la principessa Beatrice con i figli Alexander, Leopoldo e Maurizio, il principe Luigi e la principessa Vittoria di Battenberg con i figli Luisa e Giorgio, il duca e la duchessa di Teck con i figli Giorgio, Maria ed Elena.
Oltre ai membri della famiglia reali furono invitati anche numerosi membri e rappresentanti, quasi tutti discendenti della regina Vittoria, delle case reali straniere: i principe ereditari Guglielmo e Cecilia di Germania, la principessa ereditaria di Sassonia-Meiningen, il principe Enrico di Prussia, i principi ereditari Margherita e Federico Carlo d'Assia, il granduca e la granduchessa d'Assia e del Reno, il principe ereditario di Danimarca, il duca e la duchessa di Sparta, il principe Giorgio di Grecia, il principe e la principessa Massimiliano di Baden, il granduca e la granduchessa di Meclemburgo-Schwerin, il granduca di Meclemburgo-Strelitz con il figlio Adolfo Federico, il principe Ernesto Augusto di Hannover, i principi ereditari Danilo e Jutta di Montenegro, i principi Filippo e Leopoldo Clemente di Sassonia-Coburgo-Koháry, il duca di Schleswig-Holstein, il principe di Tarnovo, il duca Alberto di Württemberg, il principe ereditario ottomano, l'Arciduca Carlo, il duca e la duchessa d'Aosta, il granduca Boris Vladimirovič, l'infante Ferdinando di Spagna, il principe ereditario di Serbia, il principe Rupprecht di Baviera, il principe e principessa Giovanni Giorgio di Sassonia, il principe consorte dei Paesi Bassi, il principe ereditario di Monaco. il Principe Zaizhen di Cina, il principe Cassa Darghiè d'Etiopia, il principe Mohammed Ali Tewfik d'Egitto, il principe e principessa Higashifushimi Yorihito del Giappone. Come ospiti stranieri furono invitati anche rappresentanti di Francia (viceammiraglio Fauques de Jonquieres), Stati Uniti (John Hays Hammond e il maggior generale Adolphus Greely) e della Santa Sede (Eugenio Pacelli, futuro papa Pio XII).

## La cerimonia

### La processione verso l'Abbazia
Il 22 giugno 1911, il primo corteo lascia Buckingham Palace alle 9:30 del mattino, trasportando così in quattordici carrozze rappresentanti di famiglie reali e governi stranieri. La seconda processione invece era composta da cinque landau di stato per i membri della famiglia reale britannica, fra cui i figli del re e della regina, ovvero il principe di Galles, la principessa Maria e i principi Alberto, Enrico e Giorgio. La terza ed ultima processione porta da Palazzo all'Abbazia gli Ufficiali di Stato in altre quattro carrozza; l'ultima carrozza ad uscire dai cancelli di Buckingham Palace è la Gold State Coach, contenente re Giorgio e la regina Maria, scortati da scudieri, aiutanti di campo, comandanti delle forze armate a cavallo, la Yeomen of the Guard, la Cavalleria coloniale e indiana e le Royal Horse Guards.

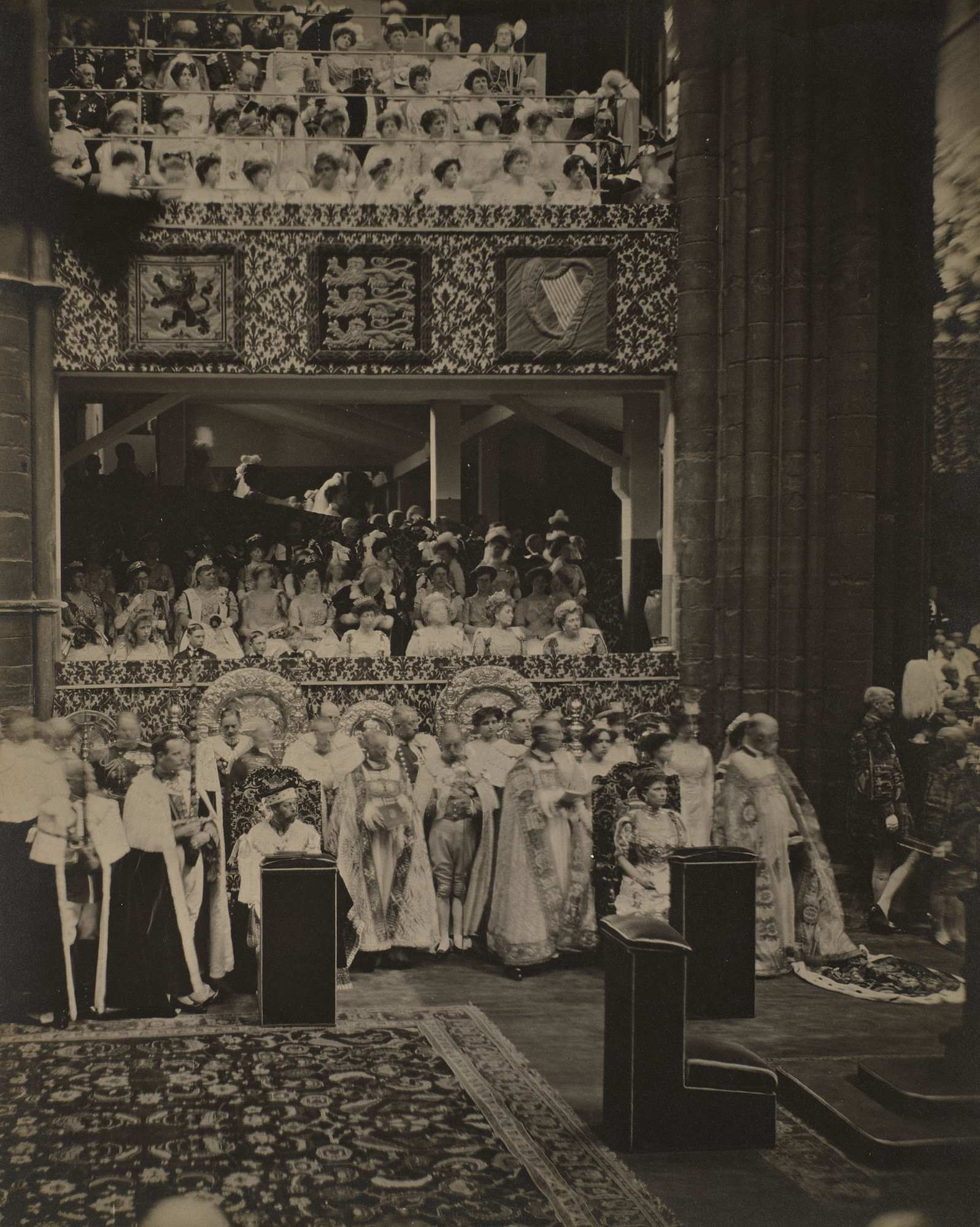
Giorgio e Maria che hanno appena fatto il loro ingresso nell'Abbazia, si siedono nei troni prima dell'unzione.

### La funzione
La funzione fu preparata da Claude Jenkins, il bibliotecario di Lambeth Palace, affiancato dal decano di Westminster Armitage Robinson, che insistette sul fatto che l'innovazione dovesse essere bilanciata dalla tradizione; in effetti ci furono pochi cambiamenti rispetto all'incoronazione precedente del 1902, anche se in quest'ultima la cerimonia fu abbreviata a causa della cattiva salute del re Edoardo. I maggiori cambiamenti riguardavano le parole pronunciate in questa incoronazione, che sostituirono quelle usate per la prima volta per quella di re Giacomo II con parole di una tradizione medievale più semplice; venne anche reintrodotto per l'evento il sermone dell'incoronazione, omesso nel 1902, in una forma più breve.
A presiedere il sacro rito fu l'arcivescovo di Canterbury, Randall Davindson il quale, con vescovo di Winchester, aveva ampiamente guidato la cerimonia del 1902. Fu interpellato un liturgista del Magdalen College di Oxford, di nome Frank Edward Brightman. L'Arcivescovo Davindson capeggiò sia la sacra nomina del re che quella della regina, quella della regina Alessandra era stata invece delegata all''arcivescovo di York. Re Giorgio venne unto con l'olio benedetto, contenuto in un'ampolla d'oro a forma di aquila, poi gli furono presentate le varie regalie e poi fu finalmente incoronato con la Corona di Sant'Edoardo. L'arcivescovo incornò poi la regina Maria con una corona realizzata appositamente per lei. Dopo la funzione, re Giorgio indossò la Corona Imperiale di Stato con la quale lasciò l'Abbazia.
Il principe di Galles si inginocchiò dinnanzi al padre, appena incoronato e seduto sul trono, baciando prima la corona e poi il sovrano.
Finita la cerimonia, le processioni tornarono verso Buckingham Palace, passando per Pall Mall, St James's Street, Piccadilly e Constitution Hill. Inoltre circa 45.000 soldati e marinai, provenienti da tutte le terre dell'Impero, parteciparono alla processione, allineandosi lungo il percorso. Raggiunto palazzo, i sovrani apparvero sul famoso balcone, creando così una tale eccitazione della folla che i soldati fuori dal palazzo ruppero i ranghi e si unirono al tifo, addirittura, secondo un resoconto, alcuni avrebbero messo i loto elmetto sui loro fucili e li avrebbero agitati vigorosamente in alto. La regina addirittura annotò sul suo diario: "La cerimonia è stata bellissima e impressionante ... Magnifica accoglienza sia andando che tornando". Quella sera, i principali edifici del centro di Londra furono illuminati con stringhe di luci elettriche fino a notte.

### Le regalie

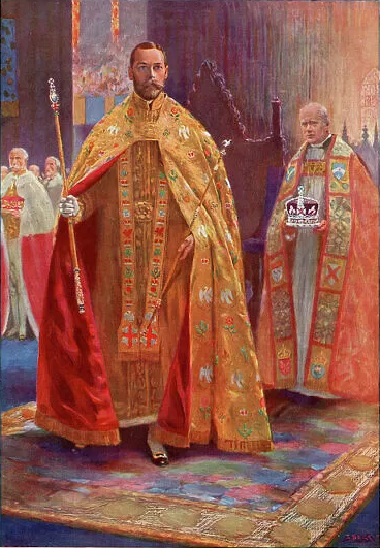
Re Giorgio v, che indossa la Supertunica con in mano i due scettri, dietro di lui l'arcivescovo di Canterbury che sorreggie la Corona Imperiale di Stato.

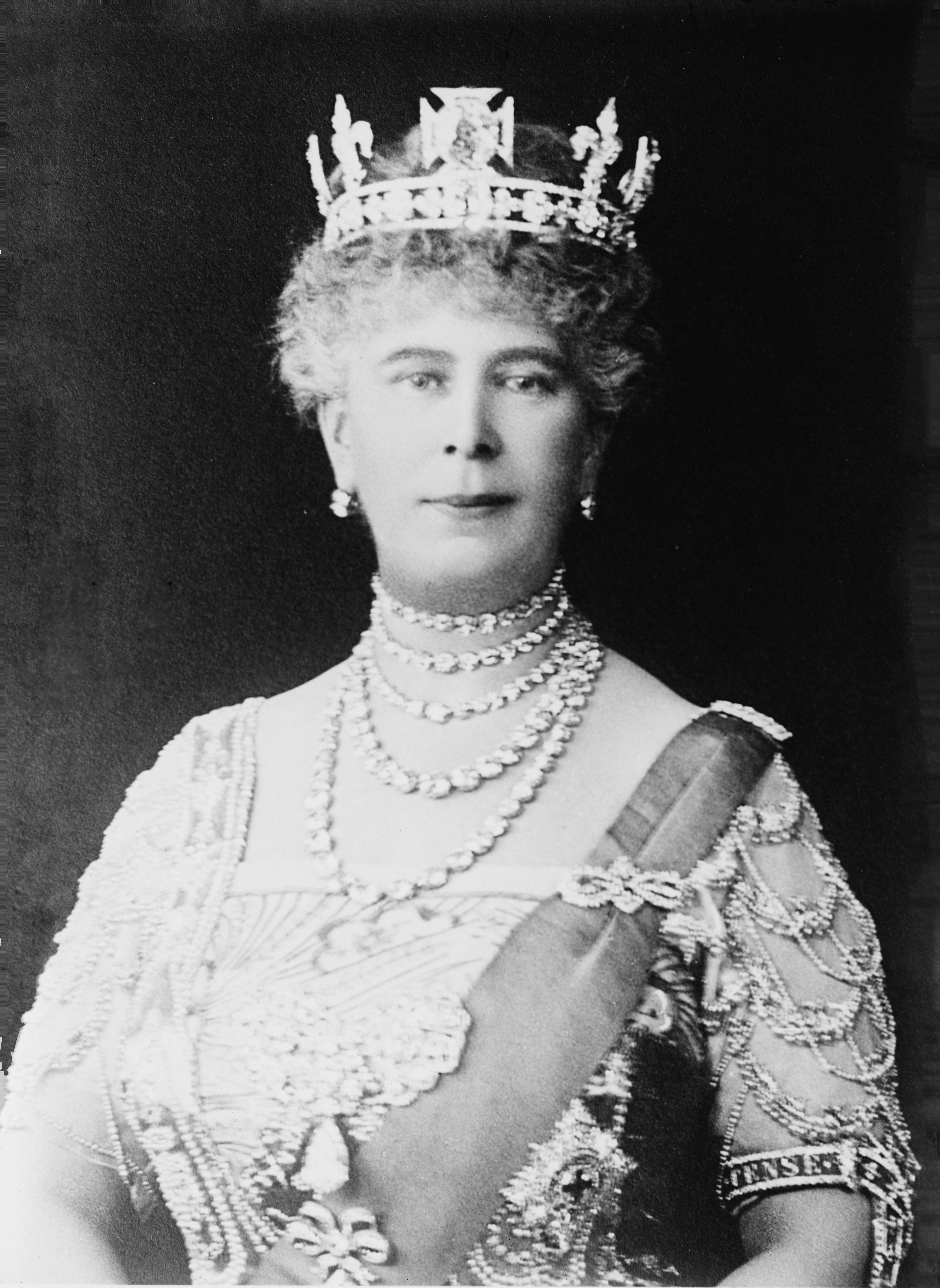
La regina Maria con il circolo della sua corona, nel 1923.

Per la cerimonia, come per le moderne incoronazioni inglesi, furono prese in dotazione tre corone: la Corona di Sant'Edoardo, con la quale l'arcivescovo di Canterbury incorona il monarca, la Corona della regina consorte, la quale può essere commissionata apposta per l'incoronazione come è successo per le regine Alessandra di Danimarca, Maria ed Elisabetta, mentre l'ultima corona che viene utilizzata è la Corona Imperiale di Stato, con la quale il monarca esce dall'abbazia, dalla quale la Corona di Sant'Edoardo non può uscire sopra la testa del sovrano neo incoronato.
Per quanto riguarda la corona della regina consorte, fu utilizzata la Corona della Regina Maria, che venne commissionata su ispirazione della Corona della regina Alessandra, ma più alta. La regalia è composta da otto archetti i quali possono essere rimossi, così che chi la porta può indossare solo il circolo, come successe nel 1937, quando la regina Mary lo indossò durante l'incoronazione di re Giorgio VI. A comporre la regalia, furono utilizzate numerose pietre importanti e preziose, alcune utilizzate anche per i copricapi delle regine Alessandra ed Elizabeth, suocera e nuora della regina Maria; una di queste pietre è il diamante Koh-i-Noor.
Prima di essere incoronato con la Corona di Sant'Edoardo, a Giorgio vengono presentati lo "scettro di Sant'Edoardo", lo "scettro con la colomba" e il "globo del sovrano". Anche per l'incoronazione della regina Maria, le vengono presentati lo "scettro con la Croce della Regina consorte" e lo "scettro con la colomba d'avorio della Regina consorte".

### La musica
Come nel 1902, il direttore musicale era Sir Frederick Bridge, il quale mirava a produrre una celebrazione che racchiudesse quattrocento anni di musica inglese, tra cui opere di Thomas Tallis, John Merbercke o George Frederick Handel. Inoltre Bridge scrisse un nuovo inno intitolato "Rejoice in the Lord, O ye righteous" il cui assolo di tenore fu eseguito da Edward Lloyd. L'organista invece era Walter Alcock il quale scrisse anche una nuova impostazione per il Sanctus. Furono anche composte nuove impostazioni, come del Salmo 122 e del Te Deum, anche se non fu di grande successo poiché il coro alla fine della cerimonia di tre ore, era esausto. Di grande successo invece fu il nuovo "Gloria" di Charles Villiers Stanford, che fu addirittura utilizzato anche per le incoronazioni di Giorgio VI nel 1937 e di Elisabetta II nel 1953. La musica includeva anche la "Coronation March" (la Marcia dell'Incoronazione) di Edward Elgar, il quale, anche se venne insignito dell'Ordine al Merito, non partecipò di persona all'incoronazione.

### La processione per Buckingham Palace
Dopo la cerimonia di incoronazione, le tre processioni tornarono verso Buckingham Palace percorrendo un percorso esteso, passando per Pall Mall, St James's Street, Piccadilly e Constitution Hill. Inoltre circa 45.000 soldati e marinai, provenienti da tutte le terre dell'Impero, parteciparono alla processione, allineandosi lungo il percorso. Raggiunto il Palazzo i sovrani apparvero sul famoso balcone, creando così una tale eccitazione della folla che i soldati fuori dal palazzo ruppero i ranghi e si unirono al tifo, addirittura, secondo un resoconto, alcuni avrebbero messo i loto elmetto sui loro fucili e li avrebbero agitati vigorosamente in alto. La regina addirittura annotò sul suo diario: "La cerimonia è stata bellissima e impressionante ... Magnifica accoglienza sia andando che tornando". Quella sera, i principali edifici del centro di Londra furono illuminati con stringhe di luci elettriche fino a notte.

### Il racconto di re Giorgio
In occasione della sua incoronazione re Giorgio scrive nel suo diario:

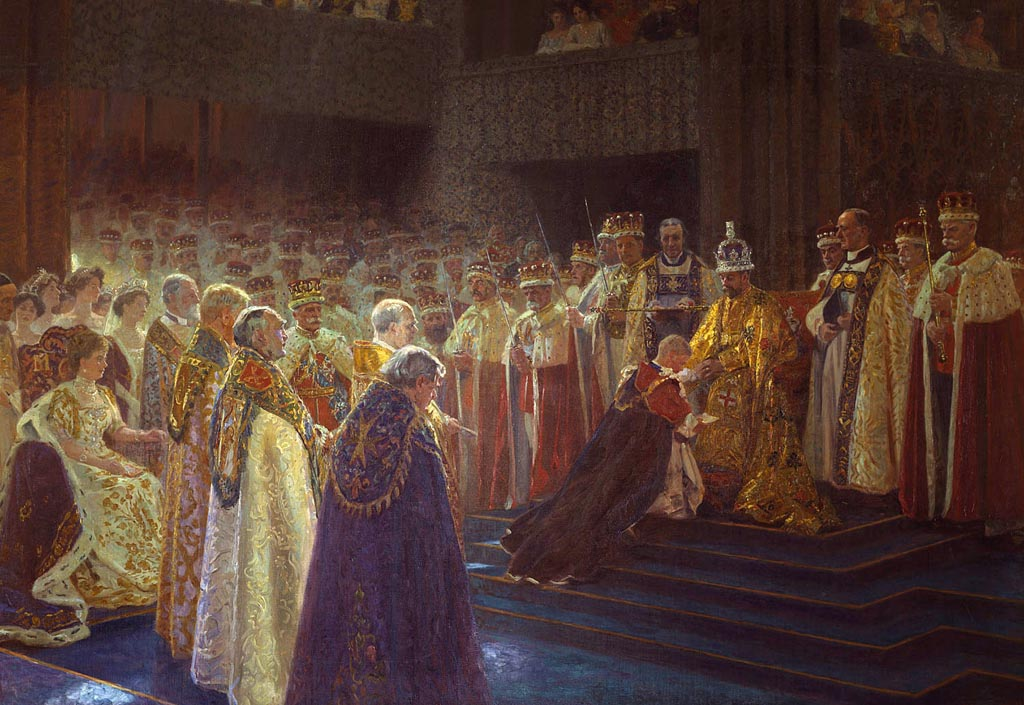
Il Principe di Galles si inginocchia dinnanzi a Giorgio V, prestando omaggio al padre e alla Corona.

"Era nuvoloso con lievi rovesci e una forte brezza fresca, ma meglio che un grande caldo per la gente. Oggi è stato davvero un grande e memorabile giorno nella nostra vita e uno che non possiamo mai dimenticare, ma mi ha riportato molti tristi ricordi di 9 anni fa, quando gli amati genitori sono stati incoronati. May ed io abbiamo lasciato B.P. nella carrozza dell'Incoronazione alle 10.30. con 8 cavalli color crema. C'erano oltre 50.000 soldati lungo le strade sotto il comando di Ld. Kitchener. C'erano centinaia di migliaia di persone che ci hanno dato una magnifica accoglienza. La cerimonia nell'Abbazia è stato molto bella e impressionante, ma è stato un calvario terribile. Era grandiosa, ma semplice e più dignitosa ed è andato senza intoppi. Sono quasi crollato quando il caro David è venuto a rendermi omaggio, perché mi ha ricordato così tanto quando ho fatto la stessa cosa all'amato papà, l'ha fatto così bene. La cara May sembrava adorabile ed è stato davvero un conforto per me averla al mio fianco, come lo è sempre stata per me in questi ultimi 18 anni. Abbiamo lasciato l'Abbazia di Westminster alle 2.15. (essendo arrivati lì prima dell'11.0) con le nostre corone e gli scettri nelle nostre mani. Questa volta siamo passati per St James 'Street e Piccadilly, folle enormi e decorazioni molto carine. Al raggiungimento di B.P. poco prima delle 3.0. May e io siamo usciti sul balcone per mostrarci alla gente. Downey ci ha fotografato nelle nostre vesti con le corone. Abbiamo pranzato con i nostri ospiti qui. Ho lavorato tutto il pomeriggio con Bigge ed altri rispondendo a telegrammi e lettere di cui ne ho centinaia. Una folla così numerosa si radunò davanti al Palazzo che uscii di nuovo sul balcone. I nostri ospiti hanno cenato con noi alle 8.30. May e io ci siamo mostrati di nuovo alla gente. Scritto e letto. Piuttosto stanco. A letto alle 11.45. Bellissime illuminazioni ovunque.

## Dopo la cerimonia

### Il giorno dopo
Il giorno seguente, fu ricostruita la processione di ritorno per un'ulteriore parata per le strade della capitale, questa volta invece passando per altre zone come The Strand e la City di Londra, passando quindi per la Cattedrale di St. Paul, per il London Bridge percorrendo il Tamigi, poi per Borough High Street, poi Westminster Bridge e infine The Mall raggiungendo Buckingham Palace. Giorgio e Maria invece della Gold State Coach, viaggiarono sul 1902 State Landau, uno dei landò di stato della famiglia reale. Come ospiti stranieri erano presenti principi indiani e governanti coloniali, assieme a 55.000 soldati in servizio che componevano la processione.

### La rivista della flotta
Due giorni dopo l'incoronazione il Re e la Regina si recarono a Spithead tra la base navale di Portsmouth e l'Isola di Wight, per partecipare alla revisione navale dell'incoronazione. Della Royal Navy erano presenti 167 navi da guerra, insieme a 18 navi di marine straniere, disposte su cinque linee, ciascuna lunga 6 miglia, 10 chilometri, attraverso le quali i reali procedevano in rassegna a bordo dello yacht reale HMY Victoria and Albert. A terra invece vi erano una moltitudine di un quarto di milione.

### Il Delhi Durbar
L'11 novembre 1911 i sovrani lasciarono Portsmounth a bordo della RMS Medina, diretti verso l'Impero d'India. Il 2 dicembre arrivarono a Bombay, l'attuale Mumbai, raggiungendo così in treno Delhi il 7 dicembre, per un ingresso con un cerimoniale di stato. Il Durbar stesso si tenne il 12 dicembre con la partecipazione di circa 100.000 persone, tra spettatori e partecipanti, fra cui moltissimi funzionari e ufficiali dello Stato.

## Invitati

### Membri della Famiglia reale
- Principe di Galles, figlio dei sovrani
- Principe Alberto, figlio dei sovrani
- Principessa Maria, figlia dei sovrani
- Principe Enrico, figlio dei sovrani
- Principe Giorgio, figlio dei sovrani
- Principessa Reale ed il Duca di Fife, sorella e cognato del re
  - Alessandra di Fife, nipote del re
  - Maud di Fife, nipote del re
- Principessa Vittoria, sorella del re
- Duchessa vedova di Edimburgo, zia paterna acquisita del re
  - Principessa Maria e Principe ereditario Ferdinando di Romania, cugina del re
- Principessa Elena ed il Principe Cristiano di Schleswig-Holstein, zia paterna del re
  - Alberto di Schleswig-Holstein, primo cugino del re
  - Elena Vittoria di Schleswig-Holstein, prima cugina del re
  - Maria Luisa di Schleswig-Holstein, prima cugina del re
- Principessa Luisa ed il Duca di Argyll, zia paterna del re
- Principe Arturo, Duca di Connaught e Strathearn e la Principessa Luisa Margherita, zio paterno del re

- Principessa ed il Principe ereditario di Svezia, prima cugina del re (rappresentanti del Re di Svezia)
  - Principessa Patrizia di Connaught, prima cugina del re
  - Principe Arturo di Connaught, primo cugino del re
- Duchessa vedova d'Albany, zia paterna acquisita del re
  - Duca e Duchessa di Sassonia-Coburgo-Gotha, primo cugino del re
  - Principessa Alice ed il Principe Alessandro di Teck, prima cugina del re
- Principessa Beatrice di Battenberg, zia paterna del re
  - Principe Alexander di Battenberg, primo cugino del re
  - Principe Leopoldo di Battenberg, primo cugino del re
  - Principe Maurizio di Battenberg, primo cugino del re
- Principessa Vittoria e Principe Luigi di Battenberg, prima cugina del re
  - Principessa Luisa di Battenberg, figlia della prima cugina del re
  - Principe Giorgio di Battenberg, figlio della prima cugina del re
- Duca e la Duchessa di Teck, fratello e cognata della regina
  - Giorgio di Teck, nipote della regina
  - Maria di Teck, nipote della regina
  - Elena di Teck, nipote della regina

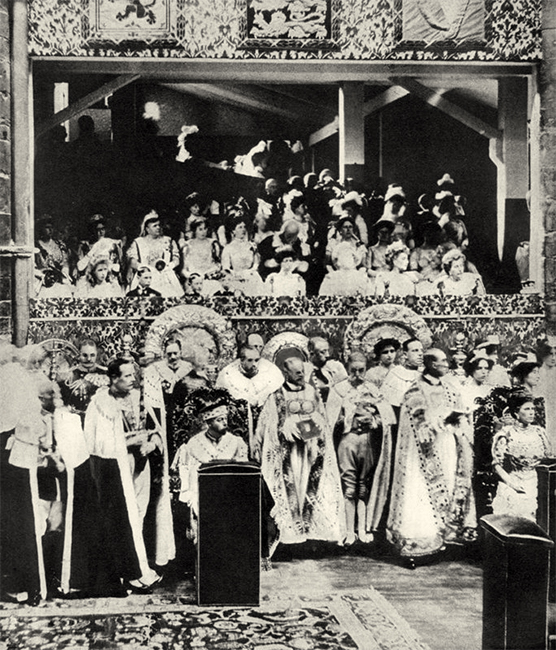
Giorgio e Maria, dietro di loro la tribuna con i membri della famiglia reale.

### Reali stranieri
- Principe e Principessa ereditaria di Germania, figlio del primo cugino del re (rappresentanti dell'Imperatore di Germania)
- Principessa ereditaria di Sassonia-Meiningen, prima cugina del re (rappresentante del Duca di Sassonia-Meiningen)
- Principe Enrico di Prussia, primo cugino del re
- Principessa e Principe ereditario d'Assia-Kassel, prima cugina del re
- Granduca e Granduchessa d'Assia e del Reno, primo cugino del re
- Principe ereditario di Danimarca (rappresentante del Re di Danimarca)
- Duca e Duchessa di Sparta, primi cugini del re (rappresentante del Re degli Elleni)
  - Principe Giorgio di Grecia e Danimarca, figlio dei primi cugini del re
- Principe Giorgio e Principessa Maria di Grecia, primo cugino del re
- Principessa Maria Luisa e Principe Massimiliano di Baden, prima cugina materna del re (rappresentanti del Granduca di Baden)
- Granduca e la Granduchessa di Meclemburgo-Schwerin, prima cugina materna del re
- Granduca di Meclemburgo-Strelitz, primo cugino della regina
  - Principessa e Principe ereditario del Montenegro, figlia del primo cugino della regina (rappresentanti del Re del Montenegro)
  - Granduca ereditario di Meclemburgo-Strelitz, figlia del primo cugino della regina
- Principe Filippo di Sassonia-Coburgo-Koháry, lontano cugino del re
- Principe di Tarnovo, lontano cugino del re (rappresentante dello Zar di Bulgaria)
- Duca Alberto di Württemberg (rappresentante del Re di Württemberg)
- Principe ereditario ottomano (rappresentante del Sultano ottomano)
- Arciduca Carlo d'Austria (rappresentante dell'Imperatore d'Austria)
- Duca e la Duchessa d'Aosta (rappresentante del Re d'Italia)
- Granduca Boris Vladimirovič (rappresentante dello Zar di Russia)
- Infante Ferdinando di Spagna (rappresentante del Re di Spagna)
- Principe ereditario di Serbia (rappresentante del Re di Serbia)
- Principe ereditario di Baviera (rappresentante del Re di Baviera)
- Principe consorte dei Paesi Bassi (rappresentante della Regina dei Paesi Bassi)
- Principe ereditario di Monaco (rappresentante del Principe di Monaco)
- Principe Cassa Darghiè d'Etiopia (rappresentante dell'Imperatore d'Etiopia)

### Altri dignitari
- Viceammiraglio Fauques de Jonquieres (rappresentante del Presidente di Francia)[28]
- John Hays Hammond (rappresentante del Presidente degli Stati Uniti)
- Monsignor Eugenio Pacelli (rappresentante della Santa Sede)